# Bounaamane
Bounaamane (en àrab بونعمان, Bū-Naʿmān; en amazic ⴱⵓⵏⵄⵎⴰⵏ) és una comuna rural de la província de Tiznit, a la regió de Souss-Massa, al Marroc. Segons el cens de 2014 tenia una població total de 10.705 persones.